# Lamberto Pignotti
Lamberto Pignotti (Firenze, 26 aprile 1926) è un artista e poeta italiano, uno dei padri della poesia visiva.
Fondatore con altri poeti, pittori, musicisti e studiosi del Gruppo '70 ha partecipato anche alla nascita del Gruppo '63. Lamberto Pignotti, insieme a Eugenio Miccini, è considerato uno dei padri della Poesia visiva italiana.

## Biografia
Negli anni Quaranta ha iniziato la sperimentazione dell'arte verbo-visiva. Alla metà degli anni cinquanta ha esordito nella saggistica, che sarà sempre rivolta alla critica militante e all'attualità culturale. 
Ha collaborato a Paese Sera, La Nazione, l'Unità, Rinascita, a programmi culturali della Rai, oltre che a svariate riviste italiane e straniere. Negli anni sessanta si è occupato delle intersezioni tra poesia sperimentale, arte visiva e mass media. Nei primi anni Sessanta ha teorizzato le forme pionieristiche di poesia tecnologica e poesia visiva, di cui curerà poi nel 1965 un'antologia. Nel 1963 ha dato vita con Miccini, Giuseppe Chiari e altri artisti e critici al Gruppo 70, partecipando pochi mesi dopo alla formazione del Gruppo 63.
Nel 1969 si è trasferito a Roma: è stato poi professore alla Facoltà di Architettura di Firenze e successivamente al DAMS  della Facoltà di Lettere di Bologna.
Nel 2015 ha tenuto la doppia personale con Antonino Bove presso Il Gabbiano arte contemporanea di La Spezia.

## Attività artistica
La sua opera artistica procede rapportando segni e codici di diversa provenienza: linguistici, visivi, dell'udito, del gusto, dell'olfatto, del tatto, del comportamento, dello spettacolo: da tale attività multimediale e sinestetica nascono, tra happening e performance, le “Poesie e no”, le “cine-poesie”, le cassette logo-musicali, i libri oggetto di plastica, le poesie da toccare, i “chewing poems”, i "drink-poems" e, naturalmente, le “poesie visive” sotto forma di collage o di intervento su foto di cronaca, di moda, di pubblicità, ecc.
Nell'uso della tecnica del collage, il poeta visivo rielabora, con efficaci effetti parodistici, la dimensione patinata delle riviste di moda e della pubblicità, nell'intento di restituire alla comunicazione stessa la dimensione estetica negatale dalla società consumistica. Non a caso la Poesia Visiva fa uso dell'ironia, del rovesciamento, e della riflessione metalinguistica per permettere la messa in questione della capacità comunicativa del linguaggio in modo strumentale e analitico. Di tutto ciò, Pignotti è al tempo stesso artefice e lettore, protagonista e interprete, grazie all'apporto sinestetico che dona alle concettualizzazioni e alle tematiche proprie della poesia tecnologica e visiva. Lamberto Pignotti ha realizzato libri oggetto con vari materiali, performance usando frammenti di testi variamente combinati, anche con l'intervento del pubblico.
Di Pignotti si sono occupati i critici Gillo Dorfles, Giulio Carlo Argan, Umberto Eco, Achille Bonito Oliva, Renato Barilli, Arturo Carlo Quintavalle. Negli anni Novanta si è avvicinato al circuito dell'arte on line, partecipando con suoi lavori a vari eventi in Internet e performance nell'ambito di rassegne dei nuovi media.

## Pubblicazioni
Lamberto Pignotti ha pubblicato vari libri di poesia, narrativa, saggistica, antologie e poesia visiva, con editori quali Mondadori, Lerici, Einaudi, Marsilio, Guaraldi, Sampietro, Vallecchi, Carucci, Campanotto Editore (Tèchne), Il Verri, L'Espresso, Florida, Empiria, Guida, Morra, Fermenti, Dedalo, Le impronte degli uccelli, Laterza, Manni, Gli Ori, Fondazione Berardelli. Fra le sue raccolte di poesia: Odissea (1954, 1994), Significare (1957), Elegia (1958), Come stanno le cose (1959), L'uomo di qualità (1961), Storia antica (1964), Nozione di uomo (1964), Una forma di lotta (1967), Parola per parola, diversamente (1975), Vedute (1981), Gran varietà (1982), Questa storia o un'altra (1984), In principio (1986), Zone marginali (1991), Rondò d'eccezione (1993), Poesia e no (1998), Altrove (1999), I seni di Frine (2000), In altro modo (2001), You are here (2002), Queste parole (2006), Degli amorosi incendii (2006), Eventi diversi (2006).

## Mostre
Fra le mostre personali più recenti: FarsettiArte (con catalogo antologico curato da Enrico Mascelloni), Prato, 1996, Atelier Ducale, Mantova, 1999; Galleria “De Foscherari” (con Giuseppe Chiari), Bologna, 1999; “Di Stefano Arte” (Con Giuseppe Chiari e Renato Ranaldi), Enna, 2000; Fondazione Berardelli, Brescia, 2010.

## Riconoscimenti
- Premio Arte in Arti e Mestieri alla Carriera (arte) (2021) (Fondazione Scuola di Arti e Mestieri di Suzzara - MN)
- Prix Littéraire Bernard Heidsieck - Centre Pompidou. Mention Speciale Fondazione Bonotto (2017)
- Premio Capalbio (poesia) (2015)
- Premio Feronia (Gruppo 63) (2013)
- Premio Vittorio Bodini (poesia) (2013)
- Premio SIAE (operosità per scrittori) (2012)
- Premio Figline, Poesia visiva e intermediale (2009)
- Premio Suzzara, Nuove Sinestesie (2008)
- Premio alla carriera DAMS (2004) (Università di Bologna)
- Premio Corrado Alvaro (2003)
- Premio Corrado Alvaro (2002) (raccolta inedita di poesie You are here, Laterza, Bari)
- Premio Baretto, Colombiadi (1992) (Comune di Genova)
- Premio Acquasparta per la critica d'arte (1987) (libro Figure Scritture, Campanotto, Udine)
- Premio della cultura (1987) (Presidenza del Consiglio dei Ministri, Roma)
- Premio Alte Ceccato (1965)
- Premio Cino Del Duca (presieduto da Eugenio Montale)(1961)
- Premio Città di Firenze (presieduto da Mario Luzi)(1958)